# Réserve de biodiversité de la Météorite
La réserve de biodiversité de la Météorite est l'une des 5 réserves de biodiversité de la province de Québec, au Canada.  Elle est située sur l'île René-Levasseur, dans la Côte-Nord, au centre du réservoir Manicouagan.  Elle fait aussi partie de l'aire centrale de la réserve de la biosphère de Manicouagan-Uapishka.  Elle partage ses limites avec la réserve écologique Louis-Babel qui est située à l'ouest de celle-ci.

## Toponymie
Le nom de la réserve a pour but de commémorer le fait que le relief du réservoir Manicouagan a été créé par un impact d'une météorite qui s'est produit il y a environ 214 millions d'années.

## Géographie
La réserve de biodiversité est située à l'ouest de l'île René-Levasseur, elle-même située dans le réservoir Manicouagan. Ses limites correspondent à une péninsule située entre la baie Memory et l'arc Est du réservoir. Sa superficie est de 232,72 km2. La réserve est localisée sur les territoires non organisés de Rivière-aux-Outardes et de Rivière-Mouchalagane qui font partie respectivement des municipalités régionales de comté de Manicouagan et de Caniapiscau, toutes deux situées dans la région de la Côte-Nord.
La réserve partage sa limite nord-ouest avec la réserve écologique Louis-Babel. Au niveau international, celle-ci fait partie de la réserve de la biosphère de Manicouagan-Uapishka, qui a été reconnue en 2007.

### Géologie et relief
Le sous-sol de la réserve est composé en majorité d'impactite provenant de la chute d'une météorite. En bordure du réservoir Manicouagan, le socle rocheux est composé de roches métamorphiques dont le gneiss et le paragneiss. Ceux-ci proviennent de l'orogénèse qui forma les Laurentides, qui s'est produite il y a environ un milliard d'années. Le tout est recouvert d'une mince couche de till provenant de la glaciation du Wisconsin.
Quant au relief, il est composé de collines allant d'une altitude de 360 m à 630 m.